# 植野花道
植野 花道（うえの はなみち、2005年11月11日 - ）は、日本のインフルエンサー、俳優、モデル。大阪府千早赤阪村出身。WH@Z所属。ワタナベエンターテインメントの若手俳優ユニットWAVEのメンバー。

## 略歴
2023年
4月、ABEMAの恋愛番組｢今日、好きになりました。｣フーコック島編に出演。5月からのパタヤ編、7月からの夏休み編2023、8月からのカンヌン編にも継続メンバーとして出演し、男子メンバーとしては当時最多参加となった。
7月、同番組のプロジェクト｢Bouquet by 今日好き｣にて結成された期間限定ボーカルグループcrhugのメンバーとなる(翌年3月まで活動)。
12月、男子高生ミスターコン2023でグランプリを受賞。
2024年
7月、株式会社エイチジェイと株式会社ワタナベエンターテインメントが新たに発足した芸能事務所株式会社WH@Zに所属。
9月、ワタナベエンターテインメントの若手俳優ユニットWAVEのメンバーとなる。

## 人物
生前、両親は女の子だと思い"花ちゃん"と呼んでいたため、男の子だと判明した際には既にその呼び名が定着しており、"花"が付く男らしい名前として"花道"と名付けられた。
ミスターコンにエントリーした当時は美容師を目指しており、専門学校への進学を予定していた。将来に向けて自己アピールの仕方やSNSの使い方を磨くための参加だったが、ファイナルリスト合宿などを通して芸能界への興味が大きくなり、進学せず上京して芸能の道に進むこととした。
憧れの俳優は｢銀魂｣などに出演している吉沢亮。
妹が1人いる。
好きな食べ物はタカノフーズのしそ海苔納豆。
好きな言葉は｢笑う門には福来る｣。

## 出演

### 映画
- ロマンティック・キラー (2025年12月12日)

### テレビ番組
- めざせ!切り出し職人 #46•#47 (2024年9月12日•19日、テレビ朝日)[1]

### テレビドラマ
- 犬系男子 (2025年3月22日、ABCテレビ) -  千輪花道 役[21]

### WEBドラマ
- 変な時間帯 第14話 - 第16話 (2024年2月13日 - 15日、TikTok)[22]

- だってヒロインじゃない『366日』コラボショートドラマ『忘れられない恋』(2024年6月10日 - 15日)[23]

- 日テレ公式ショートドラマ『毎日はにかむ僕たちは。』【真面目女子と不良男子】(2024年9月13日、YouTube)[24]

- マイナビ×ハル学園×ショードラ (TikTok)
  - 『目指せモデル』(2025年1月20日)[25]
  - 『キミの魅力』(2025年1月24日)[26]

- 寄り道ドラマ『まねっ娘』(2025年2月14日•15日、TikTok)[27][28]

- 今日々是好日 (TikTok)
  - 『兄の溺愛がすぎる』(2025年5月22日)[29]
  - 『不仲ブランディングする2人』(2025年5月24日)[30]

- 年下童貞くんに翻弄されてます (2025年7月31日、BUMP) - 杉本洸紀 役[31]

### WEB番組
- 今日、好きになりました。(ABEMA)
  - フーコック編 (2023年4月3日 - 5月1日)
  - パタヤ編 (2023年5月8日 - 6月5日)
  - 夏休み編2023 (2023年7月17日 - 8月21日)
  - カンヌン編 (2023年8月28日 - 10月2日)
  - 企画
    - Bouquet (2023年7月31日 - 2024年4月19日)
    - カンヌン編デート : りんはな編 (2023年10月23日)
    - みんなと、あの街歩いてみました。 in 青森 (2024年5月20日 - 6月3日)
    - みんなと、あの街歩いてみました。 in 栃木 (2024年6月24日 - 7月8日)
    - さつゆづカップル1年記念デート (2024年7月15日)
    - 今日好き公開オーディション (2024年10月14日) - 応援サポーター
    - りんはなカップル1年記念デート (2024年10月14日)
    - みんなと、あの街歩いてみました。 in 北海道 (2025年1月13日 - 27日)

- ポケカと音楽 feat.ポケモンカードゲームバトルツアー #3 (2024年2月12日、ABEMA) - サポートMC[32]

- ななにー 地下ABEMA #37 (2024年8月11日、ABEMA)[19]

- 今日、全力でやってみた。(2024年11月18日 - 2025年3月31日、ABEMA)

### ラジオ
- ウチらのイイブン! (2025年6月27日、JFN) [33]

### CM
- アース製薬 Damon (WEBCM)[34]

### イベント
2023年
- TGC teen 2023 ICHINOSEKI (5月27日、一関市総合体育館 ユードーム)[35]

- TGC teen 2023 Summer (8月4日、国立代々木競技場 第二体育館)[36]

- TGC teen 2023 Winter supported by SIW2023 (11月12日、LINE CUBE SHIBUYA)[37][38]

- GAKUSEI RUNWAY produce by KANSAI COLLECTION (12月10日、なんばHatch) - crhugとして出演[39]

2024年
- 青春祭 by 今日、好きになりました。(3月27日、Zepp Haneda)[40][41][42]

- ポケモンカードゲームバトルツアー 決勝ステージ(4月4日、Zepp Shinjuku)[1]

- TGC teen 2024 ICHINOSEKI (6月1日、一関ヒロセユードーム)[43]

- TGC 2024 MATSUYAMA (7月13日、愛媛県武道館)[44]

- TGC teen 2024 Summer supported by UP-T (8月30日、Zepp DiverCity)[45]

- TGC teen 2024 Winter (11月3日、NEW PIER HALL)[46]

- Watanabe Actors Star Fes（11月16日、TFT ホール 1000) - WAVEとして出演[47]

2025年
- 青春祭2025 by 今日、好きになりました。(3月26日、立川ステージガーデン)[48]

- THE WALK® COLLECTION 2025 (8月12日、サンパール荒川)(予定)

### 雑誌
- FINEBOYS (2024年10月号・2025年5月号・6月号、日之出出版)[1]
- DUeT (2025年1月号・2月号・4月号・7月号、ホーム社)[49]
- TVガイドdan (vol.54、東京ニュース通信社)[50]
- 日経エンタテインメント！(2025年3月号、日経BP社)[51]
- WiNK UP (2025年4月号、ワニブックス社)[52]
- POTATO (2025年5月号、ONE PUBLISHING)[53]

### WEB雑誌
- 東京最旬ヘアカタログ (2024年4月18日、MEN'S NON-NO WEB)[54]
- D-DAYS ＋Plus vol.205 (2025年3月3日、Deview)[17]